# Coleophora lucidella
Coleophora lucidella é uma espécie de mariposa do gênero Coleophora pertencente à família Coleophoridae.